# Pictures of Pain
Pictures of Pain – drugi album studyjny polskiej grupy muzycznej Horrorscope. Na podstawie umowy licencyjnej z Crash Music płyta została wydana w pozostałych krajach Europy. Wydawnictwo ukazało się 12 czerwca 2001 roku w Polsce nakładem wytwórni muzycznej Empire Records. Nagrania zostały zarejestrowane pomiędzy marcem a kwietniem 2001 roku w Mamut Studio w Będzinie.

## Lista utworów
Opracowano na podstawie materiału źródłowego.
Autorami utworów są: Adam Bryłka, Lech Śmiechowicz, Krzysztof Pistelok i Tomasz Walczak.
1. „Rising” – 0:36
2. „Inferno” – 4:22
3. „Highway of the Lost” – 5:10
4. „Macabra Cadabra” – 4:24
5. „Darkest Future” – 5:06
6. „The Deal” – 0:20
7. „Deal with the Devil” – 4:51
8. „Read the Signs” – 5:29
9. „The Aztec Sun” – 4:12
10. „Aargh Leonus” – 1:14
11. „Count the Dead” – 6:13
12. „Pictures of Pain” – 4:03

## Twórcy
Opracowano na podstawie materiału źródłowego
| - Adam Bryłka – wokal prowadzący - Lech Śmiechowicz – gitara rytmiczna, gitara prowadząca - Krzysztof "Pistolet" Pistelok – gitara rytmiczna, gitara prowadząca - Tomasz "Walec" Walczak – gitara basowa | - Arek Kuś – perkusja (utwory 1, 4, 5, 6, 7, 9, 10, 11) - Adam "Leo" Jendrzyk – perkusja (utwory 2, 3, 8, 12) - Jacek Wisniewski – okładka, oprawa graficzna |